# バージェスソキータ
バージェスソキータ (Burgessochaeta) は、カンブリア紀に生息していた。バージェス動物群の1つである。環形動物の一種。全長は5cmほど。剛毛の足を少なくとも24対もっていた。